# Cara Pils

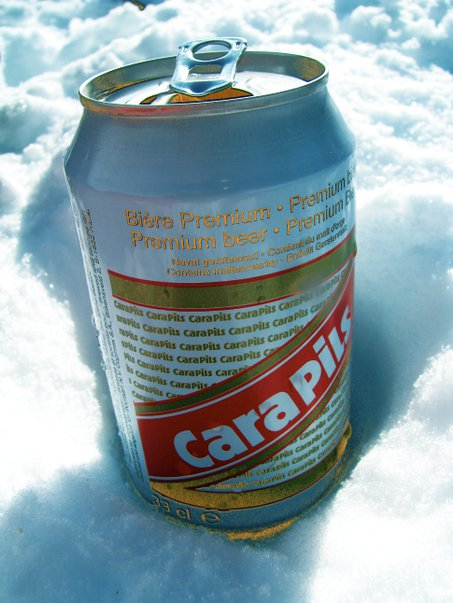
La cerveza Cara Pils es popular entre los estudiantes de Bélgica por su bajo precio.

Cara Pils es una marca belga de cerveza comercializada por la cadena de supermercados Colruyt. Es una cerveza rubia con un contenido de alcohol que va del 4,4% al 5% y con un precio que oscila los 0,33€. El nombre de la marca y el diseño de la lata fueron motivo de polémica en 2015, y una crisis de suministro movilizó la sociedad belga en 2017 a través de las redes sociales, otorgando a esta marca cierto estado de culto.
Se ofrece en botellas reutilizables de 25 centilitros y en latas de 33 o 50 centilitros. Aunque la producen los supermercados Colruyt, también se puede encontrar en cualquier supermercado y en tienda nocturna.

## Producción
La cadena de supermercados Colruyt mantiene en secreto la empresa que fabrica Cara Pils por motivos estratégicos, ya que escoge periódicamente la compañía que fabricará este producto. A partir de un manual con los ingredientes y proporciones con los que la cerveza se debe producir, las diferentes cerveceras ofrecen una estimación de los costes de producción. Colruyt selecciona la cervecera que mejor se adapte a los términos y condiciones de la propuesta y que ofrezca el precio más reducido: de este modo, la cadena de supermercados puede proporcionar este producto con un precio muy reducido aprovechando la competencia entre diferentes suministradores. Un análisis de las etiquetas permite demostrar que la sucesión de fabricantes anteriores ha sido Haacht, Van Roy, Martens, Bosteels, Alken-Maes, y la Brasserie de Saint-Omer ubicada en nort-pas-de-calais.
Como consecuencia de su producción deslocalizada, Cara Pils cambia periódicamente de sabor. Este hecho le ha otorgado el apelativo de "la única cerveza en Bélgica de la que nunca te cansarás".

## Polémica sobre el cambio de nombre del 2015
El 2015, en un ejercicio de organización de sus propias marcas, Colruyt anunció que pretendía cambiar el nombre de Cara Pils a Everyday Pils para identificar la cerveza con el mismo nombre de la marca blanca del supermercado. Este movimiento estratégico fue ampliamente rechazado por los consumidores y se convirtió en todo un fenómeno mediático en la sociedad Belga. La comunidad de consumidores se asoció generando grupos de protesta en línea, recogidas de firmas como "No! Against Everyday, want the Cara Pils", que reunió más de 3000 inscripciones e incluso manifestaciones. El colectivo shitty guide Archivado el 17 de marzo de 2018 en Wayback Machine. organizó una marcha en protesta al cambio de nombre en la ciudad de Gante, que finalizó con una fiesta en la ciudad de Amberes. La polémica fue tan grande que empresas textiles como ZEB Archivado el 17 de marzo de 2018 en Wayback Machine. produjeron camisetas con la imagen de la lata de Cara Pils.
Mediante un comunicado oficial en su sitio web, la compañía se retractó en su decisión de cambiar el nombre de Cara Pils alegando la gran conexión emocional de los clientes con la marca blanca original. La compañía mantuvo su voluntad de desarrollar un proceso de styling de la lata para aprovechar el fenómeno mediático mediante una votación en línea donde participaron 11,168 personas y en la que ganó un diseño muy parecido al original pero con el logo de la marca blanca Everyday actualizado.

## Crisis de suministro del 2017
En 2017 se produjo una crisis de suministro de Cara Pils a los proveedores locales. Durante los meses de mayo a junio de 2017, Cara Pils se agotó en la mayoría de supermercados de Bélgica, llegando a producir tensiones entre clientes en supermercados de la región de brujas según el periódico Het Nieuwsblad.
Ante estos hechos, la compañía se mantuvo reticente a informar sobre la situación. Según André Pecqueur, portavoz de la empresa suministradora (finalmente, la cervecera francesa Brasserie Saint-Ome) la crisis de suministro se produjo debido a un error de cálculo entre la demanda creciente (producida por el buen clima) y la falta de recursos necesarios para distribuir y envasar la cerveza. La reincorporación de Cara Pils en los circuitos de distribución coincidió con el inicio de la temporada de festivales en Bélgica como tomorrowland: hecho que tranquilizó ampliamente a los asistentes de estos festivales donde es común consumir este tipo de cerveza barata.

## Impacto cultural
Pese a ser considerada como una de las peores cervezas del mundo por expertos cerveceros en el ranking rate beer, la veneración a esta marca blanca es tan grande entre los belgas que se la considera como un elemento clave en la formación de la identidad nacional belga, junto a las patatas fritas.
Su éxito se asocia al bajo precio por el que se puede adquirir en cualquier tienda nocturna, y se relaciona a consumidores con baja capacidad adquisitiva, como los estudiantes. Es por eso que su popularidad se atribuye al hecho de ser una marca emocional, presente en la vida estudiantil de muchos belgas. La popularidad de Cara Pils se ha desarrollado de forma autónoma y sin ninguna campaña de marketing. Aun así, el fenómeno fan ha llegado a producir anuncios publicitarios por los propios consumidores de la marca. Del mismo modo, durante la crisis de suministro fueron numerosas las referencias en periódicos y publicaciones humorísticas. Se llegó a bromear sobre "toques de queda" y "estados de emergencia sanitaria" en diarios satíricos como De Raaskalderij, donde en tono humorístico se aseguró que el alcalde de Aalst, Christoph D'Haese había anunciado un plan de contingencia médica para proteger a miles de habitantes y evitar graves síntomas de abstinencia o deshidratación con raciones de emergencia aseguradas.